# Cantón de La Courtine
El cantón de La Courtine era una división administrativa francesa, que estaba situada en el departamento de Creuse y la región de Limusín.

## Composición
El cantón estaba formado por nueve comunas:
- Beissat
- Clairavaux
- La Courtine
- Le Mas-d'Artige
- Magnat-l'Étrange
- Malleret
- Saint-Martial-le-Vieux
- Saint-Merd-la-Breuille
- Saint-Oradoux-de-Chirouze

## Supresión del cantón de La Courtine
En aplicación del Decreto nº 2014-161 de 17 de febrero de 2014, el cantón de La Courtine fue suprimido el 22 de marzo de 2015 y sus 9 comunas pasaron a formar parte del nuevo cantón de Auzances.